# Sericosema macdunnoughi
Sericosema macdunnoughi là một loài bướm đêm trong họ Geometridae.